# أنشطة وكالة المخابرات المركزية في المملكة المتحدة
هناك تاريخ طويل من التعاون الوثيق بين الولايات المتحدة وجهاز المخابرات البريطاني.هناك ضباط ارتباط دائمون من كل بلد في وكالات الاستخبارات الرئيسية الأخرى، مثل وكالة المخابرات المركزية وجهاز المخابرات السرية ("MI6") (وهو النظير البريطاني لوكالة المخابرات المركزية)،ومكتب التحقيقات الفيدرالي وجهاز الأمن (MI5)، وجهاز الأمن القومي (NSA) ومقر الاتصال الحكومي (GCHQ).
كان أوليغ بينكوفسكي، كولونيل المخابرات العسكرية السوفياتية،المنشق عن المنصب، عملية تجسس مشتركة بين الولايات المتحدة والمملكة المتحدة.يتوفر الكثير من منتجات پنکوفسکی عبر الإنترنت في سيا اف أو أي أي غرفة القراءة تحت الاسم الرمزي الحديد النباح.
كان المصدر الرئيسي للتوتر بين البلدين هو كيم فيلبي، وهو ضابط كبير في المخابرات البريطانية كان عميلًا سوفيتيًا.كان فيلبي، في وقت من الأوقات، ضابط اتصال SIS المقيم في الولايات المتحدة.جيمس جيسوس انغلتون، رئيس CIA مكافحة التجسس، فوجئ النشاط فيلبي، و، ونتيجة لذلك، بدأ يطارد ل الشامات في وكالة المخابرات المركزية.

## 1984
في يناير 2014، كشفت الوثائق التي تم إصدارها حديثًا أن مارغريت تاتشر قد تم تحذيرها قبل 30 عامًا من أن وكالة المخابرات المركزية لم تقدم دائمًا إشعارًا كافيًا مسبقًا عندما نفذت عمليات في المملكة المتحدة.في عام 1984،أثار بادي أشداون، الذي أصبح فيما بعد زعيم الديمقراطيين الأحرار، مخاوف بشأن الأساليب السرية التي يقوم بها عملاء وكالة المخابرات المركزية، لكن تاتشر رفضت مزاعمه.

## 1985
تم إصدار سلسلة من مذكرات وكالة المخابرات المركزية في يناير 2017.أحدهما، مؤرخ في عام 1985، قال إن وكالة المخابرات المركزية تعتقد أن حزب العمل كان «في أيدي اليساريين الحضريين الممنوحين للتطرف الأيديولوجي مع جاذبية هامشية فقط».

## 2009
في فبراير 2009، كشف الصحفي تيم شيبمان في اسبيکتاتور أن وكالة المخابرات المركزية كانت «تدير شبكات عملائها الخاصة على نطاق غير مسبوق في الجالية الباكستانية البريطانية.» وزعم أن «ما بين 40 و 60 في المائة من نشاط وكالة المخابرات المركزية المصمم لمنع هجوم إرهابي جديد على الأراضي الأمريكية موجه الآن إلى أهداف في المملكة المتحدة».

## 2016 إلى الوقت الحاضر
في كانون الثاني (يناير) 2022، كشف جون كيرياكو، العميل السابق لوكالة المخابرات المركزية،عن المخالفات، أن الصندوق الوطني للديمقراطية - وهي مؤسسة غير ربحية أنشأها الرئيس رونالد ريغان في الثمانينيات وبتمويل من كونغرس الولايات المتحدة - قد حولت ملايين الدولارات إلى مؤسسة بريطانية مستقلة.مجموعات إعلامية منذ 2016.وتشمل هذه المنافذ الاستقصائية مثل بيلنجكات و Finance Uncovered وفتح الديمقراطية، فضلاً عن منظمات حرية الإعلام والتدريب مثل مؤشر الرقابة، ومادة 19
«في عام 2011، قام الكونجرس الأمريكي بتغيير القانون الذي منع الفرع التنفيذي من الدعاية للشعب الأمريكي أو مواطني دول» العيون الخمس «الأخرى المملكة المتحدة وكندا وأستراليا ونيوزيلندا»، كما صرح لـرفعت عنها السرية في المملكة المتحدة«الصندوق الوطني للديمقراطية، مثل إذاعة أوروبا الحرة / راديو الحرية، وعدد لا يحصى من» مراكز الفكر «في منطقة واشنطن، وراديو / تلفزيون مارتي، هي وسائل تلك الدعاية»، في إشارة إلى المذيع الأمريكي الذي يبث إلى كوبا.وتابع كيرياكو: «وهل هناك طريقة أفضل لنشر تلك الدعاية من تحويل الأموال إلى منافذ» صديقة «في» دول صديقة «؟ كانت جهود الدعاية التي قامت بها وكالة المخابرات المركزية عبر التاريخ وقحة.لكن الآن بعد أن لم يتم إنزالهم قانونيًا إلى روسيا والصين فقط، أصبح العالم كله هدفًا».